# St. George Jackson Mivart
 (mai 2023).
La mise en forme du texte ne suit pas les recommandations de Wikipédia : il faut le « wikifier ».
Les points d'amélioration suivants sont les cas les plus fréquents. Le détail des points à revoir est peut-être précisé sur la page de discussion.
- Les titres sont pré-formatés par le logiciel. Ils ne sont ni en capitales, ni en gras.
- Le texte ne doit pas être écrit en capitales (les noms de famille non plus), ni en gras, ni en italique, ni en « petit »…
- Le gras n'est utilisé que pour surligner le titre de l'article dans l'introduction, une seule fois.
- L'italique est rarement utilisé : mots en langue étrangère, titres d'œuvres, noms de bateaux, etc.
- Les citations ne sont pas en italique mais en corps de texte normal. Elles sont entourées par des guillemets français : « et ».
- Les listes à puces sont à éviter, des paragraphes rédigés étant largement préférés. Les tableaux sont à réserver à la présentation de données structurées (résultats, etc.).
- Les appels de note de bas de page (petits chiffres en exposant, introduits par l'outil «  Source ») sont à placer entre la fin de phrase et le point final[comme ça].
- Les liens internes (vers d'autres articles de Wikipédia) sont à choisir avec parcimonie. Créez des liens vers des articles approfondissant le sujet. Les termes génériques sans rapport avec le sujet sont à éviter, ainsi que les répétitions de liens vers un même terme.
- Les liens externes sont à placer uniquement dans une section « Liens externes », à la fin de l'article. Ces liens sont à choisir avec parcimonie suivant les règles définies. Si un lien sert de source à l'article, son insertion dans le texte est à faire par les notes de bas de page.
- La présentation des références doit suivre les conventions bibliographiques. Il est recommandé d'utiliser les modèles {{Ouvrage}}, {{Chapitre}}, {{Article}}, {{Lien web}} et/ou {{Bibliographie}}. Le mode d'édition visuel peut mettre en forme automatiquement les références.
- Insérer une infobox (cadre d'informations à droite) n'est pas obligatoire pour parachever la mise en page.

Pour une aide détaillée, merci de consulter Aide:Wikification.
Si vous pensez que ces points ont été résolus, vous pouvez retirer ce bandeau et améliorer la mise en forme d'un autre article.
Pour les articles homonymes, voir George Jackson et Jackson.
Saint George Jackson Mivart est un biologiste britannique, né le 30 novembre 1827 à Londres et mort le 1er avril 1900.

## Biographie

### Famille et études
Saint George Jackson Mivart naît le 30 novembre 1827, 39 Brook Street, Grosvenor Square à Londres de parents chrétiens évangéliques. Il est le troisième fils de James Edward Mivart, alors propriétaire du Milvart’s Hotel. Il entame ses études au Clapham Grammar School (en), à la Harrow School et au King's College de Londres. Il envisage alors d’entrer à Oxford.
Conversion au catholicisme
À 16 ans, le jeune St. George se passionne pour l’architecture néogothique d’Augustus Pugin, et, lors de la visite de la cathédrale Saint-Chad de Birmingham, il rencontre le docteur Moore, futur président du séminaire catholique de St Mary's à Oscott dans lequel il est reçu après sa conversion en 1844 des mains de l’archévêque de Westminster, Nicholas Wiseman. Oxford lui étant désormais interdit, il y reste jusque 1846, avant de poursuivre des études à Lincoln's Inn : en 1851, il accède au barreau, mais préfère se consacrer à l'étude de la médecine et de la biologie,.

### Carrière scientifique
Membre dès 1858 de la Zoological Society of London, il obtient un poste d’enseignant en 1862 à l'école de médecine de l'hôpital St Mary's (Lecturer on Comparative Anatomy). De 1874 à 1877, il est professeur de biologie à l'université catholique de Londres.
Deux fois président (en 1869 et en 1882) de la Zoological Society of London, il devient membre en 1862, secrétaire de 1874 à 1880, puis vice-président en 1892 de la Linnean Society of London. Il est encore membre de la Royal Society dès 1867 à la suite de la publication de On the Appendicular skeleton of the Primates et avec le soutien de Huxley. Membre de la Metaphysical Society en 1874, il obtient un doctorat de philosophie de Pie IX en 1876, puis de médecine à l’université de Louvain en 1884.
De 1890 à 1893, il donne un cours sur « la philosophie de l’histoire naturelle » (“The Philosophy of Natural History”) à l’Université de Louvain. Chercheur prolifique dès 1864, il écrit les articles « Ape » et « Rattlesnake » de l’Encyclopædia Britannica.

## Œuvre

### Critique du darwinisme
Il fait paraître, en 1873, ses Lessons in Elementary Anatomy et un essai sur Man and Apes, en 1881, The Cat: an Introduction to the Study of Back-boned Animals. Il faut noter la qualité et la précision de ses études anatomiques sur les Insectivores et les Carnivores. En 1871, son livre, Genesis of Species, contribue au débat sur l'évolution qui règne alors. Mivart admet le principe d'évolution mais estime qu'il est impossible de s'y référer pour parler de l'intelligence humaine.
« En 1871 », écrit Patrick Tort, « il publie On the Genesis of Species, où il expose sa croyance en un pouvoir divin moteur et guide de l’évolution, et critique la théorie darwinienne de la sélection naturelle. Son système argumentatif, qui allait devenir classique, consiste pour partie en l’accumulation de difficultés empruntées à la configuration particulière d’organismes et d’organes, irreconstituable selon lui au moyen de l’explication par la seule sélection naturelle. Mais il repose pour l’essentiel sur l’idée qu’une variation ne pouvant être avantageuse que lorsqu’elle aboutit à une modification organique achevée et adaptée en tant que telle, les stades initiaux de toute variation ne peuvent l’être, et ne peuvent donc être sélectionnés ».
Ses théories sur la nature de l'intelligence chez les êtres humains et chez les animaux sont exposées dans son livre Nature and Thought de 1882. Dans Origin of Human Reason (1889), il décrit les différences fondamentales existant pour lui entre les êtres humains et les animaux. En 1884, à l'invitation de l'épiscopat belge, il devient professeur d'histoire naturelle à l'université de Louvain, où il obtient sa maîtrise en 1884. Il publie plusieurs articles dans la revue Nineteenth Century, entre 1892 et 1893, où Mivart affirme que la science peut avoir raison sur des sujets contredisant la religion. Ils ont été placés dans l’Index expurgatorius. À la suite de la parution d'autres articles en janvier 1900, il est frappé d'interdit par le cardinal Herbert Vaughan.
Les critiques de Mivart de l'œuvre de Charles Darwin sont prises très au sérieux par ce dernier. L'une d'entre elles, concerne le manque de preuve des étapes intermédiaires entre deux espèces. Darwin y répondra dans une des dernières éditions de The Origin of Species.

## Publications
Liste non exhaustive.

### Ouvrages
- On the Genesis of Species, Macmillan & Co., 1871.
- An Examination of Mr. Herbert Spencer's Psychology (Dublin 1874-80).
- Lessons in Elementary Anatomy, 1873.
- The Common Frog, Macmillan and Co., 1874 [1st Pub. in Nature Series, 1873].
- Man and Apes: An Exposition of Structural Resemblances and Differences Bearing upon Questions of Affinity and Origin. London: Robert Hardwicke, 1873.
- "One Point of Controversy with the Agnostics," in Manning, ed. Essays on Religion and Literature, Third Series, Longmans, Green & Co., 1874.
- Lessons from Nature, 1876.
- Contemporary Evolution, Henry S. King & Co., 1876.
- Address to the Biological Section of the British Association, 1879.
- The Cat: An Introduction to the Study of Backboned Animals, Especially Mammals, John Murray, 1881.
- Nature and Thought: An Introduction to a Natural Philosophy, Kegan Paul, Trench & Co., 1882.
- A Philosophical Catechism, 1884.
- On Truth: A Systematic Inquiry, Kegan Paul, Trench & Co., 1889.
- The Origin of Human Reason, Being an Examination of Recent Hypotheses Concerning it, Kegan Paul, Trench & Co., 1889.
- Dogs, Jackals, Wolves and Foxes: Monograph of the Canidæ, Taylor & Francis, for R.H. Porter and Dulau & Co., 1890.
- Introduction Générale à l'Etude de la Nature: Cours Professé à l'Université de Louvain, Louvain and Paris, 1891.
- Birds: The Elements of Ornithology, Taylor & Francis, 1892.
- Essays and Criticisms, Vol. 2, 1892.
- Types of Animal Life, 1893.
- Introduction to the Elements of Science. Boston: Little, Brown and Company, 1894.
- The Helpful Science, Harper & Brothers, 1895.
- Castle and Manor, 1900.
- A Monograph of the Lories, or Brush-tongued Parrots, H. R. Porter, 1896.
- The Groundwork of Science: A Study of Epistemology, John Murray, 1898.

### Correspondance
- Under the Ban: A Correspondence between Dr. St. George Mivart and Herbert Cardinal Vaughan. New York: Tucker Publishing Co., 1900.

### Contributions dans l’Encyclopædia Britannica
- "Ape." In: Encyclopædia Britannica, Vol. II. (11th ed.), 1911.
- "Rattlesnake." In: Encyclopædia Britannica, Vol. XXII. (11th ed.), 1911.

### Sélection d’articles
- "Difficulties of the Theory of Natural Selection," Part II, Part III, The Month, Vol. XI, 1869.
- "On the Use of the Term 'Homology'," The Annals and Magazine of Natural History, No. 32, 1870.
- "Evolution and its Consequences – A Reply to Professor Huxley," The Contemporary Review, Vol. XIX, 1872.
- "Contemporary Evolution," Part II, Part III, The Contemporary Review, Vols. XXII/XXIII, 1873/1874.
- "Instinct and Reason," The Contemporary Review, Vol. XXV, 1875.
- "Likenesses: or Philosophical Anatomy," The Contemporary Review, Vol. XXVI, 1875.
- "Natural History of the Kangaroo," Popular Science Monthly, Vol. VIII, 1876.
- "What are Bats?," Popular Science Monthly, Vol. IX, 1876.
- "Liberty of Conscience," The Dublin Review, Vol. XXVII, 1876.
- "Emotion," The American Catholic Quarterly Review, Vol. III, 1878.
- "The Meaning of Life," The Nineteenth Century, Vol. V, 1879.
- "The Government of Life," The Nineteenth Century, Vol. V, 1879.
- "On the Study of Natural History," The Contemporary Review, Vol. XXXV, 1879.
- "What are Living Beings?," The Contemporary Review, Vol. XXXV, 1879.
- "Animals and Plants," The Contemporary Review, Vol. XXXVI, 1879.
- "The Forms and Colours of Living Creatures," The Contemporary Review, Vol. XXXVI, 1879.
- "The Relation of Animals and Plants to Time," The Contemporary Review, Vol. XXXVII, 1880.
- "The Geography of Living Creatures," The Contemporary Review, Vol. XXXVII, 1880.
- "The Relation of Living Beings to One Another," The Contemporary Review, Vol. XXXVII, 1880.
- "Notes on Spain," Part II, Part III, The American Catholic Quarterly Review, Vol. V, 1880.
- "The Soul and Evolution," The American Catholic Quarterly Review, Vol. VI, 1881.
- "A Limit to Evolution," The American Catholic Quarterly Review, Vol. VIII, 1883.
- "On Catholic Politics," The Dublin Review, Vol. XCIII, 1883.
- "The Life and Times of Frederic II," Part II, Part III, The American Catholic Quarterly Review, Vol. IX, 1884.
- "Phases of Faith and Unfaith," The Catholic World, Vol. XXXIX, 1884.
- "Ecclesiastical Survivals and Revivals," The Catholic World, Vol. XL, 1885.
- "Organic Nature's Riddle," Part II, The Eclectic Magazine, Vol. XLI, 1885.
- "Modern Catholics and Scientific Freedom," The Nineteenth Century, Vol. XVIII, 1885.
- "A Tour in Catholic Teutonia," Part II, The Catholic World, Vol. XLII, 1886.
- "What Are Animals and Plants?," The American Catholic Quarterly Review, Vol. XI, 1886.
- "Notes on Colonial Zoology," The Contemporary Review, Vol. LI, 1887.
- "The Catholic Church and Biblical Criticism," The Nineteenth Century, Vol. XXII, 1887.
- "Catholicity and Reason," The Nineteenth Century, Vol. XXII, 1887.
- "The Future of Christianity," The Forum, Vol. III, 1887.
- "Laughter," The Forum, Vol. III, 1887.
- "On the Possibly Dual Origin of the Mammalia," Proceedings of the Royal Society of London, Vol. XLIII, 1888.
- "Why Tastes Differ," The American Catholic Quarterly Review, Vol. XIII, 1888.
- "Impressions of Life in Vienna," The American Catholic Quarterly Review, Vol. XIII, 1888.
- "Sins of Belief and Sins of Unbelief," The Nineteenth Century, Vol. XXIV, 1888.
- "Darwin's Brilliant Fallacy," The Forum, Vol. VII, 1889.
- "Where Darwinism Fails," The Forum, Vol. VII, 1889.
- "Professing Themselves to be Wise, They Become Fools," The American Catholic Quarterly Review, Vol. XVI, 1891.
- "The Foundations of Science," Natural Science, Vol. I, No. 7, 1892.
- "Happiness in Hell," The Nineteenth Century, Vol. XXXII, 1892.
- "Catholicity in England Fifty Years Ago—A Retrospect," Part II, Part III, The American Catholic Quarterly Review, Vol. XVII/XVIII, 1892/1893.
- "Evolution in Professor Huxley," The Nineteenth Century, Vol. XXXIV, 1893.
- "Christianity and Paganism," The Nineteenth Century, Vol. XXXIV, 1893.
- "The Index and my Articles on Hell," The Nineteenth Century, Vol. XXXIV, 1893.
- "L'Ancien Régime," Part II, The American Catholic Quarterly Review, Vol. XVII/XVIII, 1893/1894.
- "The Newest Darwinism," The American Catholic Quarterly Review, Vol. XIX, No. 76, 1894.
- "The Evolution of Evolution," The American Catholic Quarterly Review, Vol. XX, 1895.
- "Balfour's Philosophy. Part I.: Some Consequences of Belief," The American Catholic Quarterly Review, Vol. XXI, 1896.
- "Balfour's Philosophy. Part II.: Some Reasons for Belief," The American Catholic Quarterly Review, Vol. XXI, 1896.
- "What Makes a Species?," The American Catholic Quarterly Review, Vol. XXIII, 1898.
- "Living Nature," The American Catholic Quarterly Review, Vol. XXIII, 1898.
- "The Continuity of Catholicism," The Nineteenth Century, Vol. XLVII, 1900.
- "Scripture and Roman Catholicism," The Nineteenth Century, Vol. XLVII, 1900.